# Ferdinand I av León

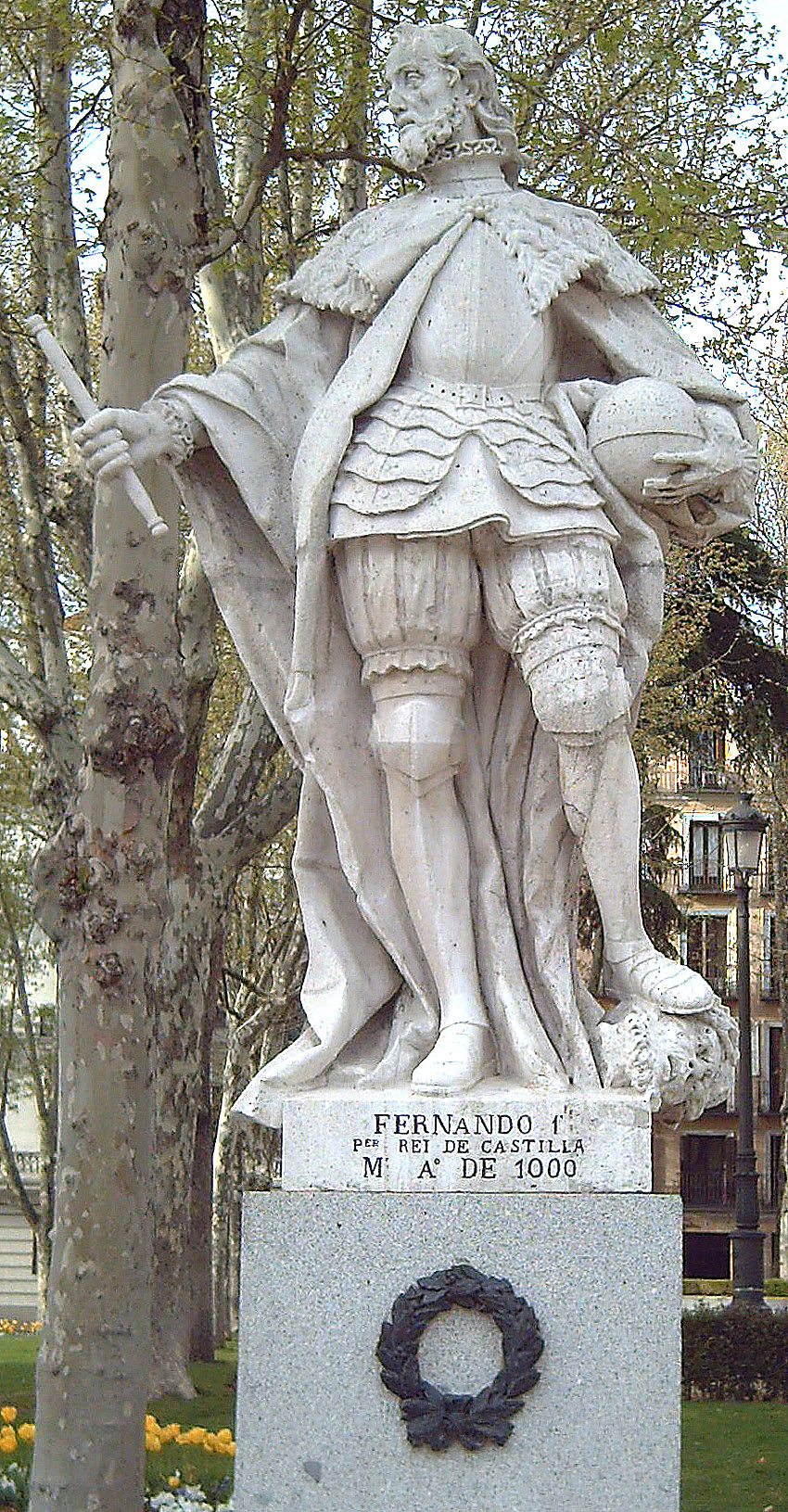
Ferdinand I av León (staty i Madrid).

Ferdinand I av León, även kallad Ferdinand den store, född ca 1015–1017, död 27 december 1065 i León, var från 1035 till sin död kung av Kastilien, från 1037 av Kastilien och León.
Ferdinand var andre son till Sancho III av Pamplona och efterträdde 1035 denne som kung av Kastilien. Sedan han 1037 besegrat sin svåger Bermudo III av León i slaget vid Carrion, erövrade han även León, Asturien och Galicien, och skapade därigenom kungariket Kastilien. Från sin bror Garcia V erövrade han den på östra sidan av Ebro liggande delen av Navarra. Hans stora rike blev ej bestående, då han lät dela upp det mellan sina tre söner.
Gift med Sancha av León.

## Barn
1. Urraca av Zamora
2. Ferdinand II av León och Kastilien
3. Elvira av Toro
4. Alfons VI av León och Kastilien
5. García II av Galicien